# ClaChic -クラシック-
『ClaChic -クラシック-』は、髙橋真梨子の6作目のカバー・アルバム。
2015年5月27日にInvitationから発売された。

## 解説
髙橋にとって3年ぶりのカバー・アルバムで、選曲も自身が担当。
2014年11月の東京国際フォーラムホールAのライブを収録したDVD・Blu-ray『LIVE Adultica』が同日に発売された。
2015年5月31日から、本アルバムを携えての全国ツアー「Mariko Takahashi concert vol.39 2015 ClaChic」（計45公演）を開催。

## 収録曲

### CD
1. 酒と泪と男と女
オリジナル歌唱：河島英五
2. 雨に咲く花
オリジナル歌唱：五木ひろし
3. 旅の宿
オリジナル歌唱：吉田拓郎
4. 夢の途中
オリジナル歌唱：来生たかお
5. 想い出まくら
オリジナル歌唱：小坂恭子
6. バス・ストップ
オリジナル歌唱：平浩二
7. 黄昏のビギン
オリジナル歌唱：水原弘
8. 遠くへ行きたい
オリジナル歌唱：ジェリー藤尾
9. 明日になれば
オリジナル歌唱：ザ・ピーナッツ
10. ふれあい
オリジナル歌唱：中村雅俊
11. 川は流れる
オリジナル歌唱：仲宗根美樹
12. 家へ帰ろう with 火野正平
セルフカバー
13. Would I love you
オリジナル歌唱：ドリス・デイ
14. Pocketful of Rainbows
オリジナル歌唱：エルヴィス・プレスリー

### 期間限定盤DVD
1. 陽かげりの街
2. far away

2014年12月25日CHRISTMAS DINNER & CONCERT 2014＠Hotel New Otani Tokyoのライブ音源